# Sängerschaft Erato
Die Sängerschaft Erato ist eine ursprünglich in Dresden ansässige, musische, farbentragende Studentenverbindung in Darmstadt. Sie ist Mitglied im Dachverband Deutsche Sängerschaft (Weimarer CC).

## Geschichte
1828 wurde in Dresden eine technische Bildungsanstalt eröffnet, aus der 1851 die Königliche Sächsische Polytechnische Schule hervorging. Im gleichen Jahr wurde der bis 1860 bestehende Gesang-Verein Polytechnischer Schüler gegründet – Vorläufer der Sängerschaft Erato. Geleitet wurde der Verein von Johannes Andreas Freiherr von Wagner.
Stiftungstag der Sängerschaft Erato ist der 16. Mai 1861, an dem der Polytechnische Verein (PV) gegründet wurde.
Einhergehend mit der Entwicklung der Polytechnikerschule zur Universität wandelte sich der Verein zur Studentenverbindung:
Anlässlich seiner Teilnahme am ersten Deutschen Sängerfest in Dresden trug der PV 1865 eine einfarbige violette Mütze mit weiß-violette Rosette. 1866 wurde der Name in PGV, Polytechnischer Gesangverein geändert. 1867 wurde eine blaue Mütze eingeführt, erste Leibfamilen und Kneipnamen kamen auf. 1870 wurde der Name „Erato“ angenommen und der noch heute gültige Zirkel eingeführt. 1875 entstand ein feierliches Farbenlied, gedichtet vom Alten Herrn G. Bornemann und vertont von Liedermeister Carl Bieber. Zur Einweihung des neuen Polytechnikums führte Erato eine Festkantate auf. 1880 wurde ein blau-weiß-blaues Couleurband eingeführt.
Aus dem Polytechnikum entstand 1890 die Königlich Sächsische Technische Hochschule. Erato wurde zum Akademischen Gesangverein (AGV). 1896 wurde Vollcouleur  angeschafft: blaue Mützen, dunkelblau-weiß-hellblaue Tricolore, Fuxenfarben hellblau-weiß. Die Unbedingte Satisfaktion wurde eingeführt. Am 35. Stiftungsfest der Erato wurde der Deutsch-Akademischer Sängerbund (DASB), Vorläufer der Deutschen Sängerschaft (Weimarer CC) gegründet. 1907 übernahm Erato den Vorsitz im Dachverband (Weimarer CC).
Im Ersten Weltkrieg fielen 46 Eratonen. 1914 wurden die ersten „Monatsberichte“ als Bindeglied zwischen den Eratonen an der Front und ihrer Heimat herausgegeben. 1919 begann wieder der Studienbetrieb in Vollcouleur. Erato erhielt erneut den Vorsitz im Dachverband. Aus den „Monatsberichten“ entstand die heute noch existierende „Eratonen-Zeitung“.
In den 1920er Jahren intensivierte sich eine antisemitische und völkische Haltung in der Deutschen Sängerschaft. Verschiedene Verbände im Allgemeinen Deutschen Waffenring waren der DS-Führung nicht radikal genug, so dass 1934 der Austritt erfolgte. Im selben Jahr gründete die DS mit anderen Dachverbänden den Völkischen Waffenring. Stellvertretender Vorsitzender wurde der Eratone Alexander Steeen.
Unter Druck der NS-Behörden kam das traditionelle Eigenleben der Erato zum Erliegen. 1935 wurde die Aktivitas zur „Jungkameradschaft“ (ohne Farben), Inaktive und Alte Herren zur „Altkameradschaft“ (mit Farben). Auf dem 75. Stiftungsfest 1936 wurde die Auflösung der Aktivitas beschlossen. Seit Gründung hatte es bis dahin 1767 Eratonen gegeben.
Als Erinnerung an die Kämpfe 1920 um Annaberg, Oberschlesien, an denen 8 Eratonen als Freiwillige teilgenommen hatten, nahm die Kameradschaft, die zum Nationalsozialistischen Deutschen Studentenbund gehörte, den Namen „Annaberg“ an. 25 Eratonen und 28 Annaberger fielen im Zweiten Weltkrieg.

### Liedermeister
In ihrer Dresdner Zeit leiteten namhafte Musiker den Chor der Erato bzw. ihrer Vorläufer, darunter:
- 1868–1873 und 1891–1895: Edmund Kretschmer, Hoforganist und Kapellmeister
- 1895–1919: Hugo Jüngst, Chorleiter und Komponist
- 1919 Karl Maria Pembaur, Komponist, Chorleiter und Kirchenmusiker
- 1919–1936 Alfred Stier, Landeskirchen-Musikdirektor und Kantor, Ehren-Alter Herr

Anlässlich des 50. Stiftungsfests 1911 führte die Erato bei einem Festakt in der Technischen Hochschule ein Konzert mit 1100 Zuhörern auf.

### Stellung zur Mensur
Während die musische Betätigung einen sehr hohen Stellenwert besaß, spielte auch das akademische Fechten eine wichtige Rolle. 1904 wurde in der Erato die Besprechungsmensur eingeführt. Unabhängig von der nicht in Frage gestellten Satisfaktion führte die befürwortende bzw. ablehnende Haltung zur Mensur zu ständigen Querelen im Dachverband. Die Erato zählte hier zu den mensurfreundlichen Bünden. 1924 führte sie die Bestimmungsmensur mit fünf Pflichtpartien ein. Zum Verbandsprinzip wurde die Bestimmungsmensur erst 1934.

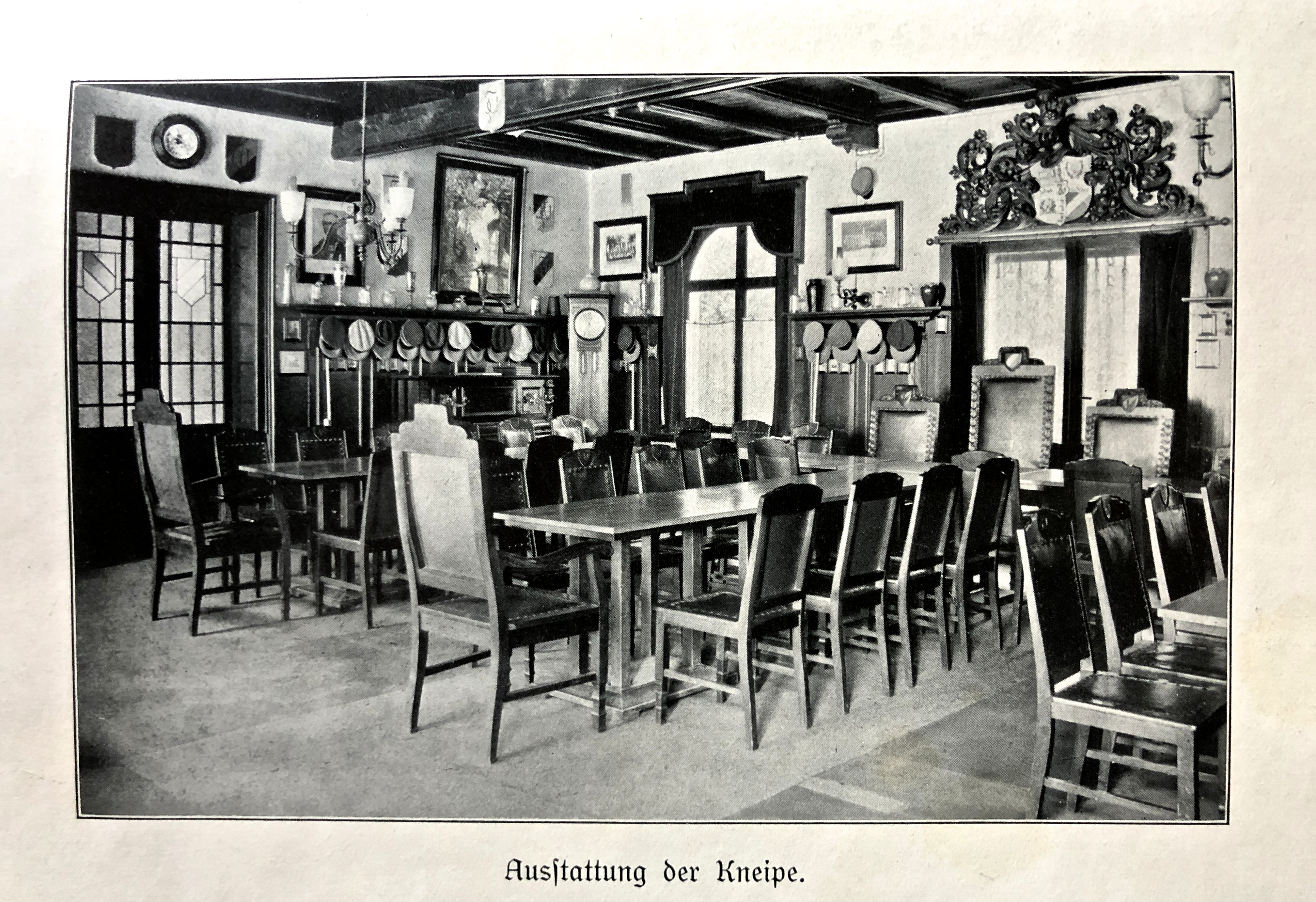
Kneipraum der Erato im Dresdner Hotel Monopol, 1911

### Dresdener Eratonenhaus

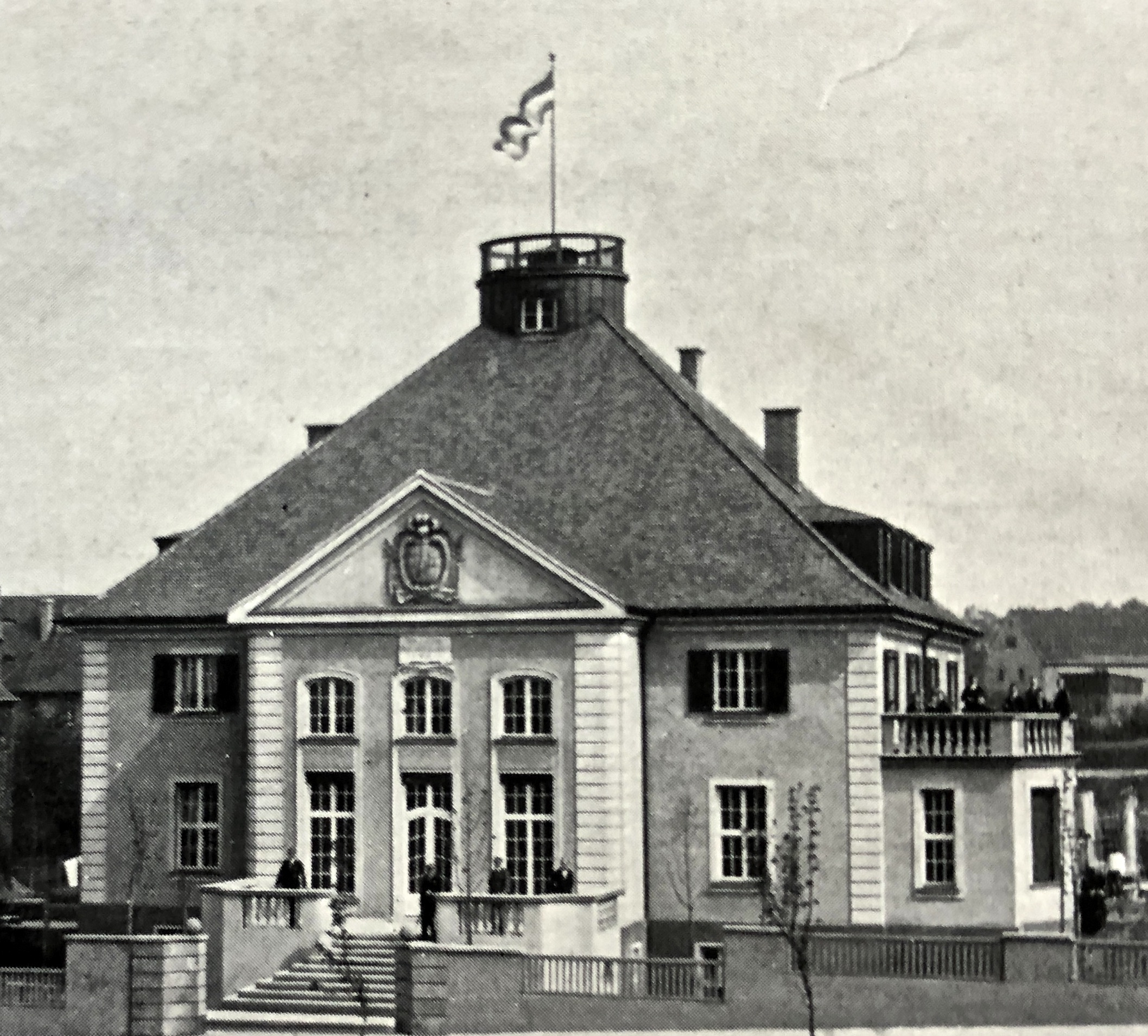
Dresdner Haus der Erato, 1926

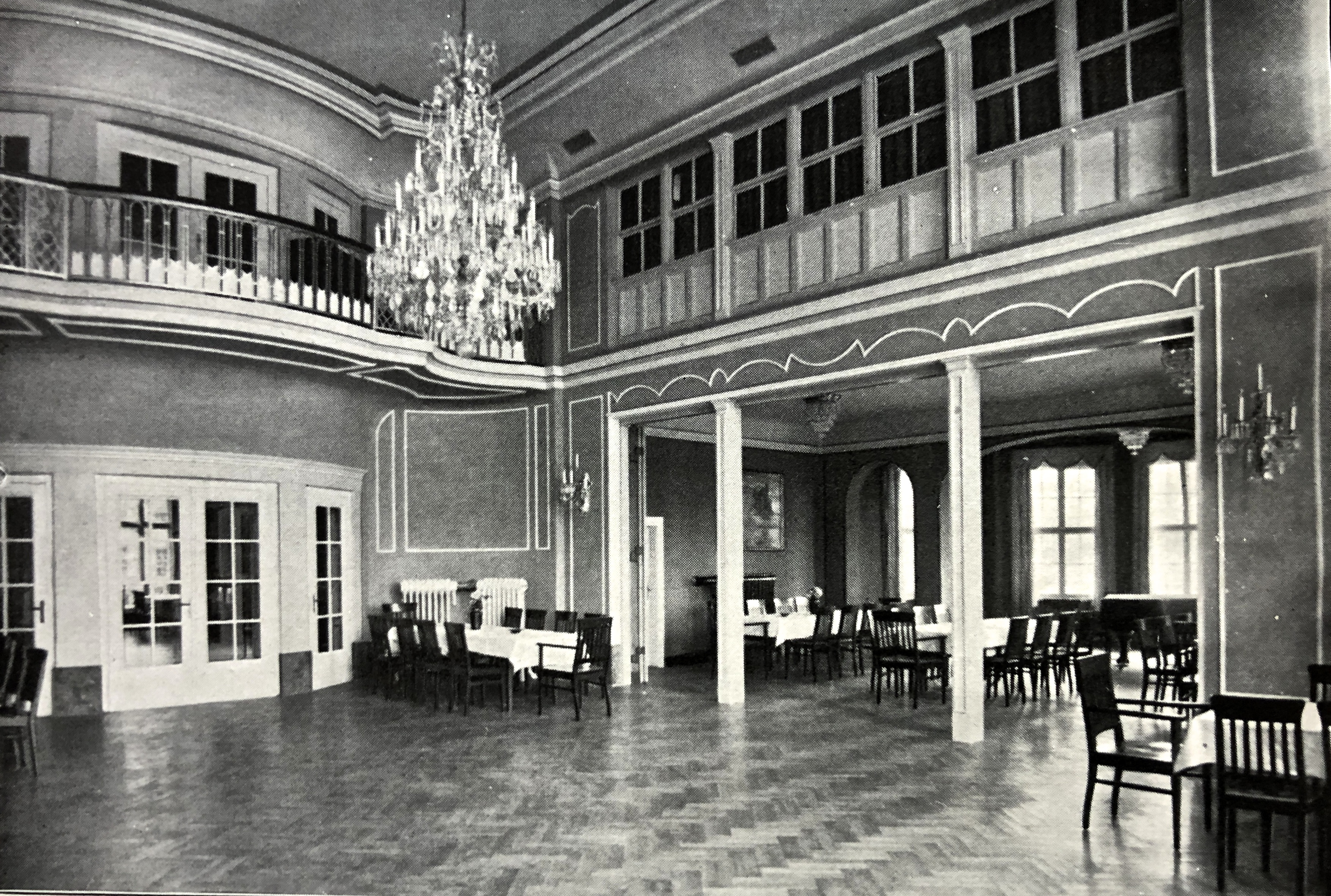
Ballsaal im Eratonenhaus, 1926

Seit 1903 hatte die Erato ihr Heim im Gartenhaus des Hotel Monopol am Wiener Platz. 1921 erwarb AH-Verband das Haus Zellesche Straße 20 als Heim für die Aktivitas. 1924 wurde mit dem Bau eines repräsentativen Hauses in der Mommsenstraße 11 begonnen. Die Einweihung der großen Villa erfolgte 1926 zum 65. Stiftungsfest unter der Teilnahme von 260 Eratonen, dem Oberbürgermeister und weiteren Ehrengästen aus Landesregierung, Senat der Technischen Hochschule, der Deutschen Sängerschaft, des Dresdner Waffenrings und der Reichswehr.
In der NS-Zeit wurde das Haus zum „Kameradschaftshaus“. Von 1945 bis 1995 wurde das Eratonenhaus als Bibliothek der TU Dresden genutzt.
Seit 2003 ist das denkmalgeschützte Gebäude Rektoratssitz der Technischen Universität Dresden.

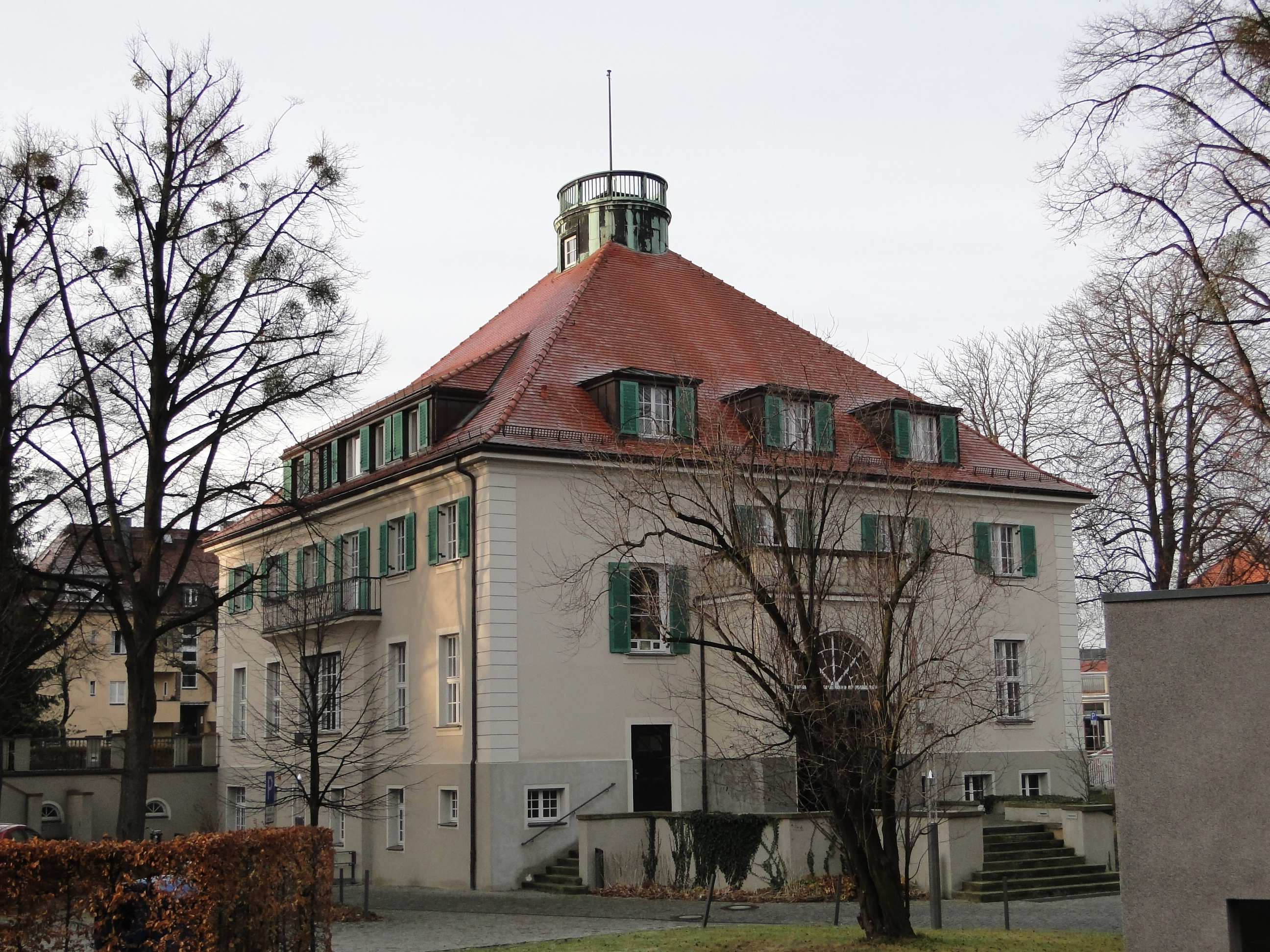
Das frühere Haus der Erato in Dresden, seit 2003 Rektoratsgebäude der TU Dresden.

Das Sandsteinwappen der Erato ist heute noch vorhanden, ebenso Kacheln mit couleurstudentischen Motiven im Inneren des Gebäudes.

### Die Erato in Darmstadt
Zwischen 1946 und 1950 fand eine Sammelbewegung alter Eratonen statt. Anlässlich der 90. Wiederkehr der Stiftung beschlossen die Alten Herren den Fortbestand der Erato. 1953 lagen konkrete Pläne zur Wiedergründung einer Aktivitas vor. Um den Charakter einer primär von Ingenieuren geprägten Erato beizubehalten, wurde Darmstadt mit der Technischen Hochschule als neue Heimat gewählt.
1954 wurde mit fünf reaktivierten Alten Herren, einem inaktiven Burschen und zwei neuen Füxen eine Aktivitas gegründet an der Technischen Hochschule Darmstadt. Erstes Heim in Darmstadt wird eine Etage über der Gaststätte „Sitte“.
Es begann eine wechselvolle Entwicklung zur Korporation unter Wahrung alter Dresdner Traditionen, allerdings ohne Pflichtmensuren. Dennoch stand die Erato im „Lizenzstreit“ mit dem Senat der TH Darmstadt auf der Seite zahlreicher anderer Darmstädter Verbindungen, die nicht bereit waren, Einschränkungen beim Mensurfechten und Farbentragen hinzunehmen, wodurch ihre Lizenz nicht verlängert wurde, und somit auch das Recht entfiel, ein Schwarzes Brett zur Repräsentation innerhalb der TH zu betreiben.
1963 erwarb die Erato ein eigenes Haus in der Wolfskehlstraße, das zum Winterfest eingeweiht wurde.
1971 erfolgte die Gründung eines gemischten Chors. Die Gründe hierfür lagen in den vielfältigeren musikalischen Möglichkeiten und der Wunsch, Freundinnen und Ehefrauen enger an den Bund anzubinden. Der gemischte Chor gab (und gibt) erfolgreiche öffentliche Konzerte, u. a. anlässlich des 140. Stiftungsfestes im Darmstädter Schloss.
In den Jahren 1980, 2000 und 2014 war die Erato Präsidierende der Deutschen Sängerschaft. 2004 wurde der AH-Verband der suspendierten Frankfurter Universitäts-Sängerschaft Rhenania in die Erato aufgenommen. Chargierte und Amtsträger der Erato tragen fortan auch das Rhenanenband.

## Bekannte Mitglieder
- Ernst Walter Andrae (1875–1956), Bauforscher und Vorderasiatischer Archäologe
- Carl von Bach (1847–1931), Maschinenbauingenieur und Hochschullehrer
- Martin Fürchtegott Grübler (1851–1935), Maschinenbauingenieur und Hochschullehrer
- Julius Johann Heinrich Jordan (1877–1945), Vorderasiatischer Archäologe und Bauforscher
- Max Kloss (1873 – 1961),  Rektor an der Königlich Technischen Hochschule Berlin (heute TU Berlin)
- Felix Langenegger (1876–1947), Architekt und Archäologe
- Emil Lorenz (1857–1944), Architekt
- Erwin Otto Marx (1893–1980), Ingenieurwissenschaftler
- Hugo Neubauer (1868–1945), Agrikulturchemiker
- Fritz Rauda (1879–1945), Architekt und Hochschullehrer
- Friedrich Rötschke (1891–1969), Architekt und Opernsänger
- Wilhelm Schwinning (1874–1955), Metallurg und Hochschullehrer
- Artur Speck (1877–1960), Straßenbauingenieur